# Los crímenes de la casa de muñecas
Los crímenes de la casa de muñecas es una película de drama, suspenso, terror y misterio lanzada directamente a vídeo casero en formato VHS y LaserDisc en 1993. Está basada en el libro; "The Dollhouse Murders" publicado en 1983, de la escritora:  Betty Ren Wright. Es distribuida por VIDMARK.

## Argumento
Amy, es una adolescente que se siente incomprendida por sus padres al dejarles estos la responsabilidad del cuidado de su hermana Loanne, quien sufre de discapacidad intelectual.
Un día visita la casa que fuera de sus bisabuelos, habitada en ese momento por su Tía Claire. Y encuentra una replica en miniatura de la casa misma en el ático. 
Poco después decide pasar una temporada con ella y juntas comienzan a vivir sucesos paranormales. Los cuales están vinculados con un homicidio ocurrido 30 años atrás, y que implican a la casa de muñecas.